# Tileset
Un Tileset, letteralmente insieme di tessere, è un insieme di immagini aventi tutte le medesime dimensioni, dette tile, utilizzate accostate tra loro (come piastrelle, da cui il nome) per comporre immagini di maggiori dimensioni, da utilizzare ad esempio come mappe di gioco.
Questa tecnica caratterizza tradizionalmente la programmazione di molti videogiochi con grafica bidimensionale, specialmente quelli più datati, dove un piccolo tileset è meno oneroso di una grande immagine sotto vari aspetti, come il lavoro del designer e la memoria necessaria all'esecuzione del videogioco. La struttura regolare a griglia che viene imposta alle immagini è esteticamente accettabile, e rappresenta sovente un utile riferimento spaziale per il giocatore.